# Bucintoro

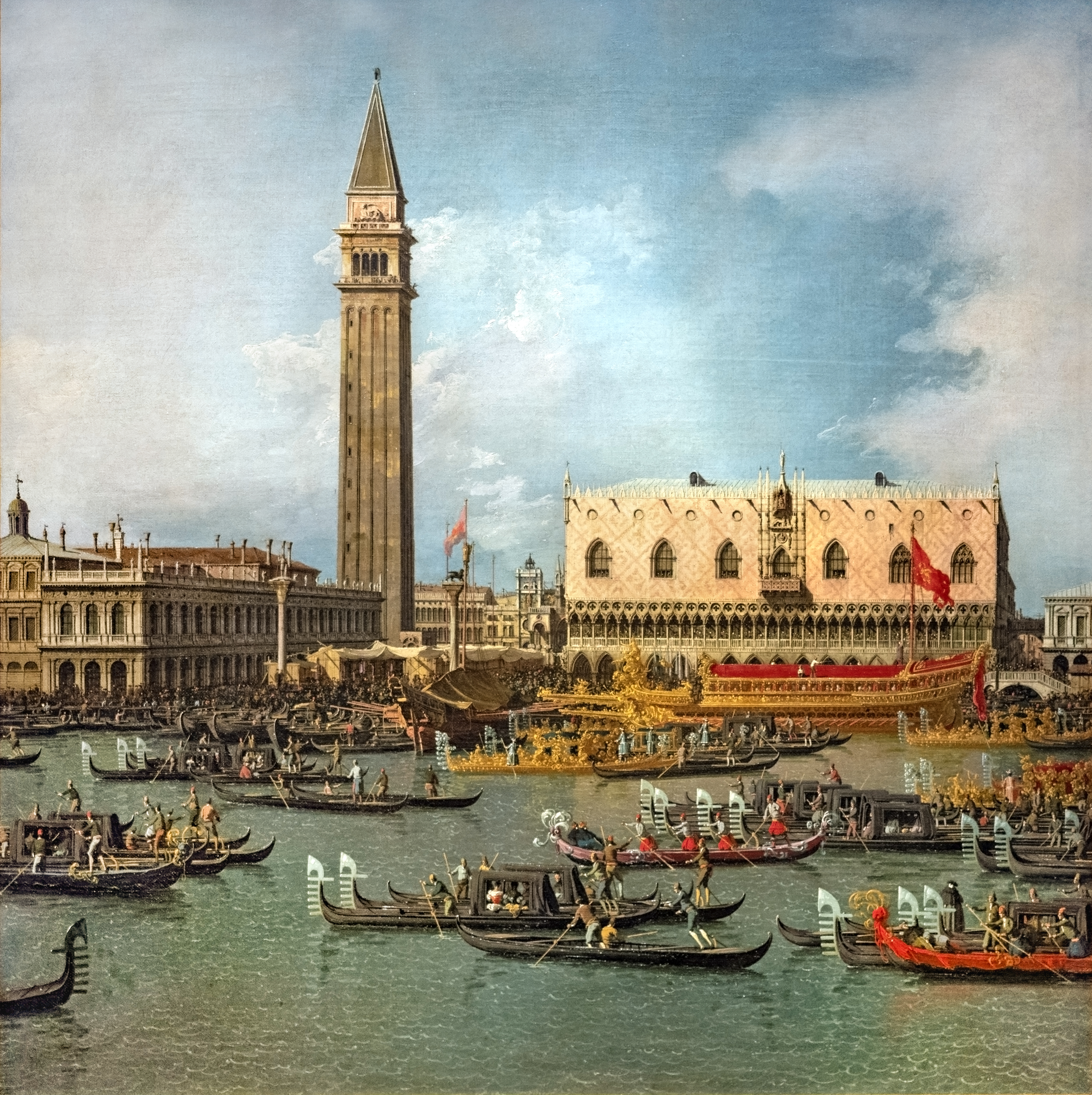
Canaletto: Der Bucintoro an der Mole am Himmelfahrtstag 1738

Der Bucintoro, auch veraltet Bucentaur oder Goldene Barke, war das Staatsschiff der Dogen von Venedig. Es handelte sich um eine prunkvoll ausgestattete venezianische Galeasse bzw. Galeere mit 168 Ruderern an 42 Riemen. Der 1728 im Arsenal von Venedig aus Holz gebaute Bucintoro maß 43,8 × 7,3 × 8,4 Meter. Erstmals erwähnt wurde ein Bucintoro 1253.

## Name
Der Name stammt angeblich von einer Chimäre der griechischen Sagenwelt, einer Mischung aus Kuh und Kentaur – so jedenfalls eine der gängigen Erklärungen. Nach einer anderen handelt es sich um eine Verballhornung von ducentorum, der lateinischen Bezeichnung für ein Schiff mit 200 Besatzungsmitgliedern. Auch die Herleitung von cinto d’oro – also „goldumgürtet“ oder „goldbekleidet“ – ist geläufig. Eher spöttisch und auf die Stellung Venedigs als wichtigste italienische Handelsstadt im Mittelalter bezogen ist die Herleitung von buzzo d’oro („goldener Bauch“) zu verstehen.

## Sposalizio

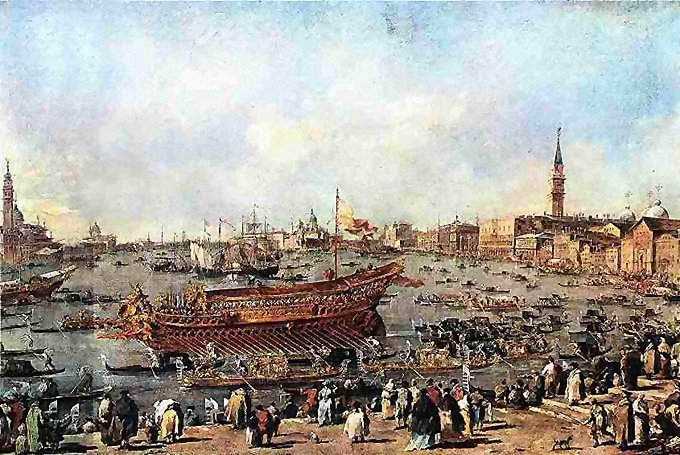
Francesco Guardi: Die Ausfahrt des Bucintoro zum Lido

Am Tag von Christi Himmelfahrt im Jahre 997 (nach anderen Quellen im Jahr 1000) stach der Doge Pietro II. Orseolo mit einer Galeere in See, um dalmatinische Küstenstädte von Piraten zu befreien. Diese Befreiungsaktion begründete die langwährende Herrschaft Venedigs über die dalmatinische Küste, später über die gesamte Adria und weit darüber hinaus.
Darauf geht die Zeremonie zurück, mit der später in jedem Jahr am Himmelfahrtstag der sposalizio del mare – die spirituelle Vermählung Venedigs mit dem Meer – gefeiert wurde. Der Doge, Mitglieder des Klerus und auswärtige Botschafter fuhren mit dem Schiff hinaus auf die Lagune. Dabei segnete der Patriarch von San Elena einen Ring, den der Doge sodann bei der Vorbeifahrt am Lido als Zeichen des sposalizio in die Adria warf, wobei er die Worte sprach:

“Disponsamus te, Mare, in signum veri perpetuique dominii.”

„Wir heiraten dich, Meer, zum Zeichen unserer wahren und beständigen Herrschaft.“

Wann der Ritus aufkam, ist unbekannt. Die Anwesenheit der Ausländer war natürlich durchaus keine Freundschaftsgeste; vielmehr sollten sie bewusst an einer Demonstration der Machtansprüche der Serenissima teilhaben.
Die Vermählung mit dem Meer ist ein Ritus, der seit dem Spätmittelalter auch in anderen italienischen Städten und Regionen verbreitet ist.

## Geschichte

### Erstnennungen von Schiffen des Dogen, Bucintoro
In der Chronica altinate heißt es, der Doge sei „in navi sua“, in seinem eigenen Schiff also, gefahren. Martino da Canale schreibt Mitte des 13. Jahrhunderts von „maistre nef“. Doch erst 1253 wird der Bucintoro explizit in der Promissio ducale des Lorenzo Tiepolo erwähnt. Wie wir von dem Dichter Pace del Friuli erfahren, handelte es sich am Anfang des 14. Jahrhunderts um ein sehr reiches Zeremonialschiff.

### Schiffe

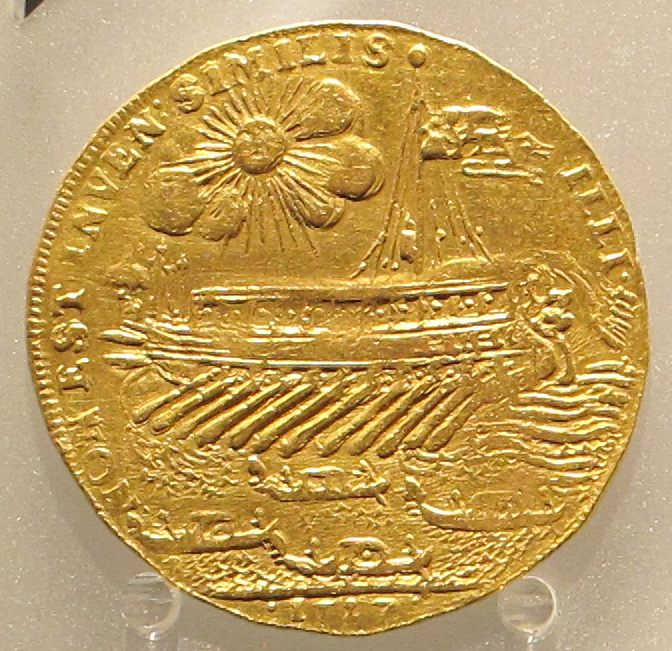
Darstellung des Bucintoro auf einer Münze von 1727, geprägt unter dem Dogen Alvise Mocenigo III. (1722–1732)

Der im Jahr 1311 erwähnte Bucintoro zeigte bereits die typischen Merkmale: zwei Decks, eines für die Ruderer und eines zur Repräsentation, überragt vom Tiemo, dem eigentümlichen gewölbten Dach mit großen seitlichen Öffnungen. Der Bug trug bereits eine große Statue, die Venedig in Gestalt der Gerechtigkeit darstellte. 1449 wurde das Schiff durch ein größeres ersetzt.
Im Jahr 1526 lief ein noch größerer und reich geschmückter Bucintoro vom Stapel. Die Statue der Gerechtigkeit dieses Schiffes ist erhalten und im venezianischen Schifffahrtsmuseum, dem Museo storico navale, zu sehen, wo auch ein Modell des Staatsschiffes untergebracht ist.
Der zwischen 1601 und 1606 erbaute Bucintoro hatte einen erhöhten Tiemo im Bereich, wo der Doge saß.
Der letzte venezianische Bucintoro wurde zwischen 1719 und 1729 gebaut. Er wurde von den Franzosen 1798 weitgehend seiner Ausstattung beraubt, endgültig zerstört 1824 unter den Österreichern.
Ab 1665 nutzten die bayerischen Kurfürsten einen Bucentaur genannten Nachbau für höfische Feste auf dem Starnberger See. Die einzige erhaltene Prachtgeleere ist der für das Haus Savoyen von 1729 bis 1731 gebaute Bucintoro, der in Turin ausgestellt ist.

### Das Ende des Prachtschiffs
Der letzte Bucintoro wurde von Soldaten Napoleons weitgehend zerstört. Sie drangen am 9. Januar 1798 mit Äxten in das Arsenal von Venedig ein und zerschlugen den reichen Zierrat des Schiffes in kleine Stücke – in der Hoffnung, an das wenige Blattgold zu gelangen, dessen Wert sie wohl beträchtlich überschätzten. Das Rumpfschiff wurde später repariert und unter dem Namen Hidra (Hydra) erneut in Dienst gestellt. Es diente zur Verteidigung des Hafens am Lido und wurde 1828 endgültig abgewrackt. Überreste werden in Venedig im Civico Museo Correr und im Arsenal aufbewahrt.

## Bildergalerie

Modell eines Bucintoro im Schifffahrtsmuseum Museo storico navale in Venedig
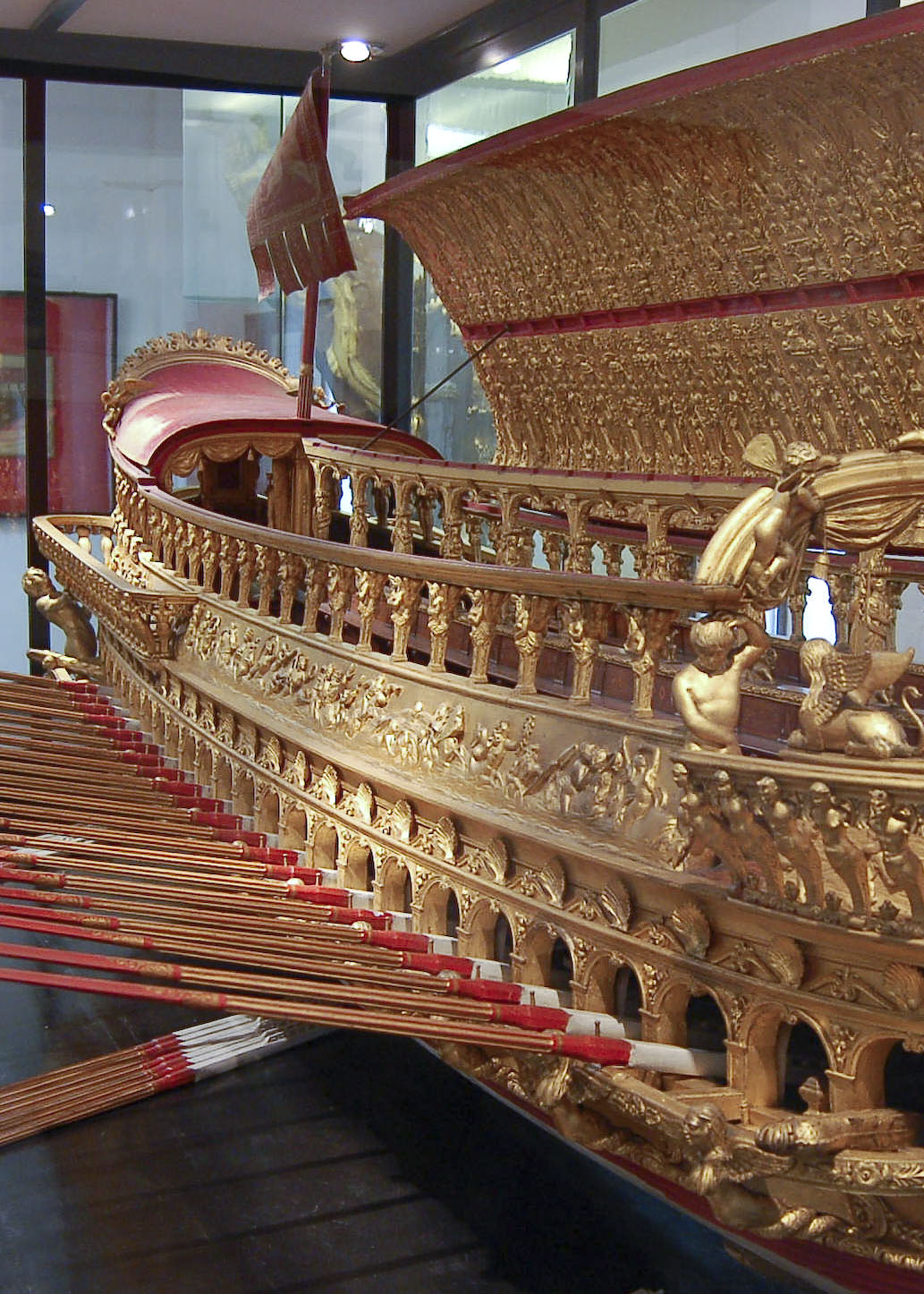
Gesamtansicht
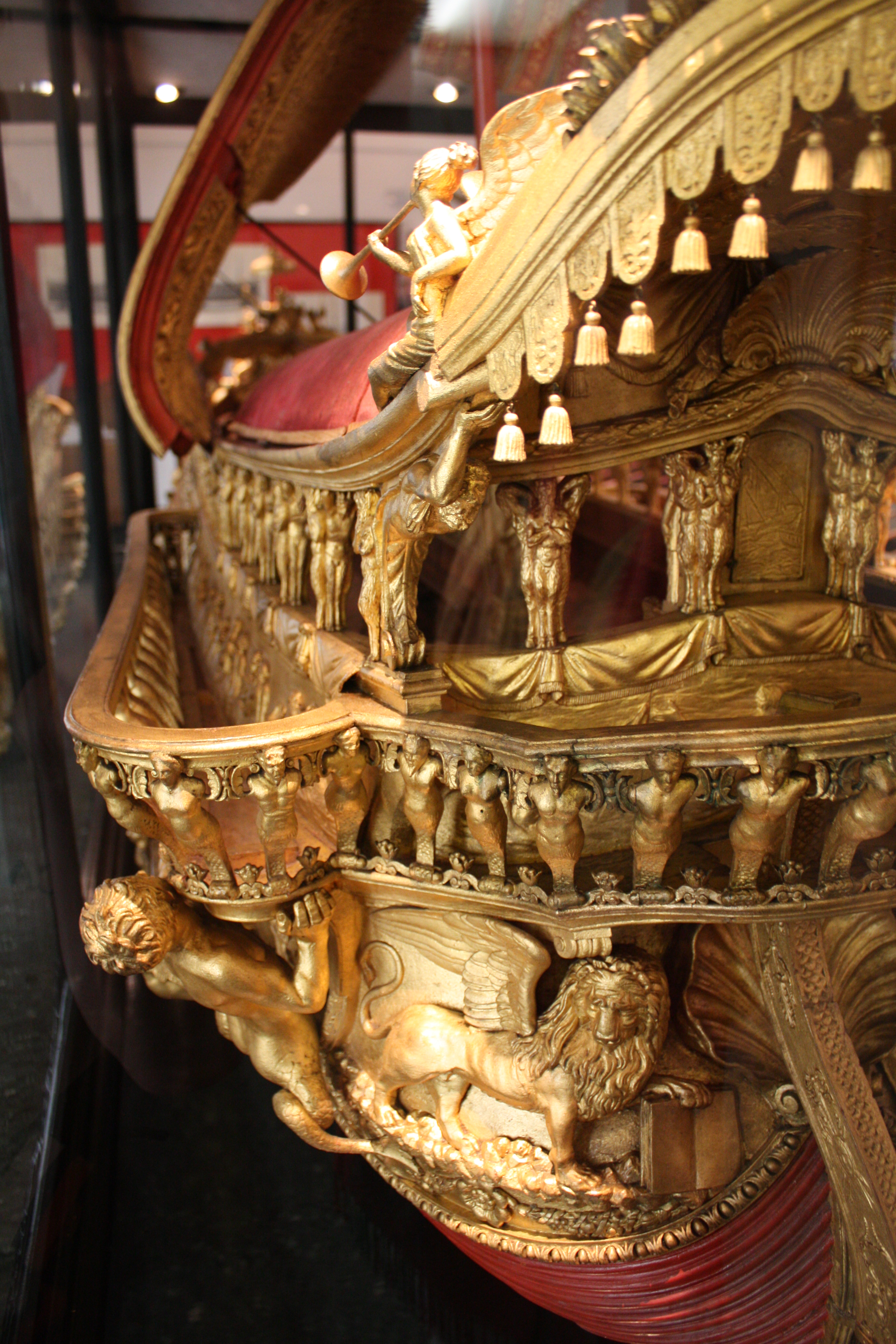
Heck
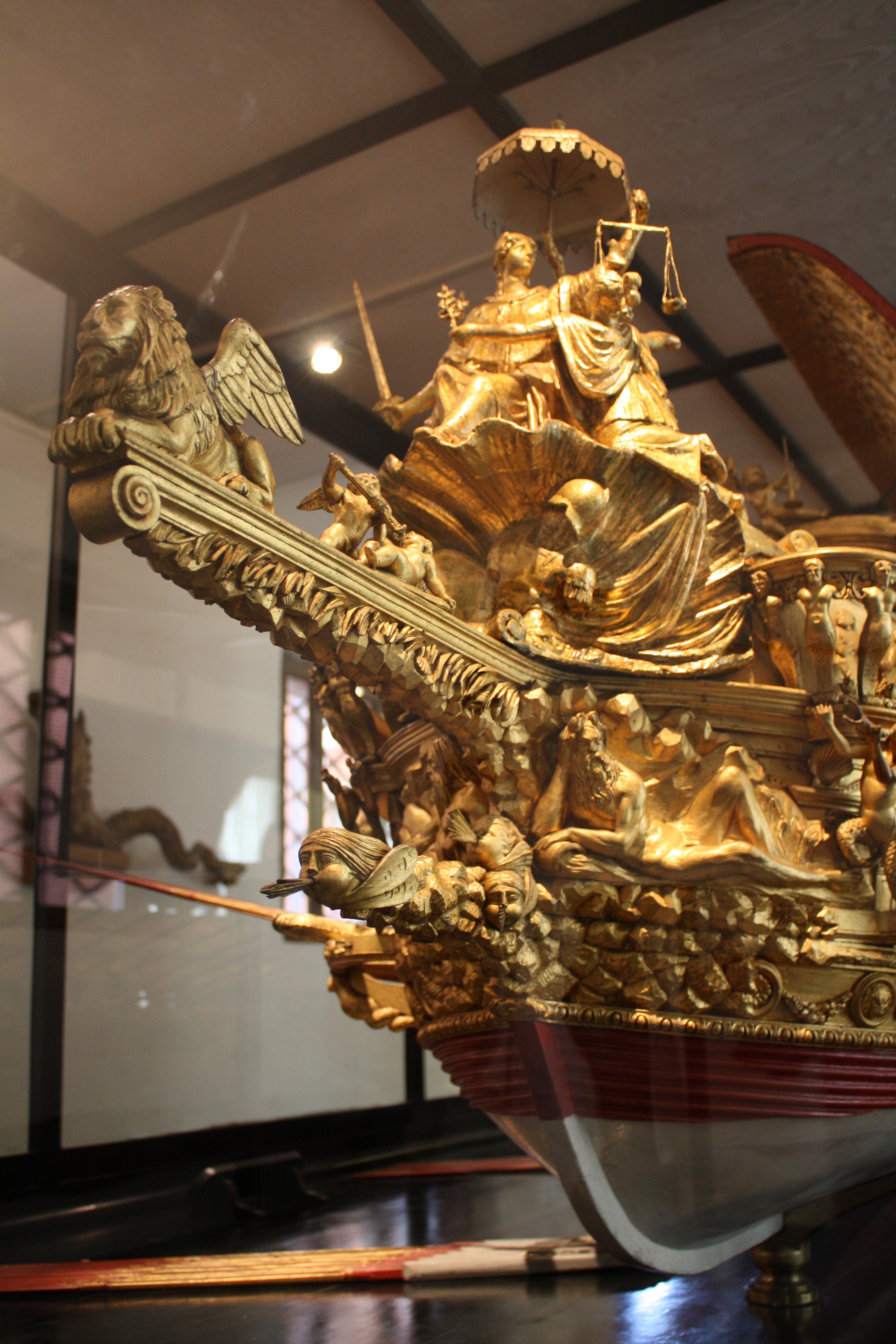
Bug

## Goethe über den Bucintoro
Goethe zeigte sich auf seiner Italienischen Reise ebenfalls überaus beeindruckt vom Bucintoro:

„Um mit einem Worte den Begriff des Bucintoro auszusprechen, nenne ich ihn eine Prachtgaleere. Der ältere, von dem wir noch Abbildungen haben, rechtfertigt diese Benennung noch mehr als der gegenwärtige, der uns durch seinen Glanz über seinen Ursprung verblendet.
Ich komme immer auf mein Altes zurück. Wenn dem Künstler ein echter Gegenstand gegeben ist, so kann er etwas Echtes leisten. Hier war ihm aufgetragen, eine Galeere zu bilden, die wert wäre, die Häupter der Republik am feierlichsten Tage zum Sakrament ihrer hergebrachten Meerherrschaft zu tragen, und diese Aufgabe ist fürtrefflich ausgeführt. Das Schiff ist ganz Zierat, also darf man nicht sagen: mit Zierat überladen, ganz vergoldetes Schnitzwerk, sonst zu keinem Gebrauch, eine wahre Monstranz, um dem Volke seine Häupter recht herrlich zu zeigen. Wissen wir doch: das Volk, wie es gern seine Hüte schmückt, will auch seine Obern prächtig und geputzt sehen. Dieses Prunkschiff ist ein rechtes Inventarienstück, woran man sehen kann, was die Venezianer waren und sich zu sein dünkten.“